# Crónicas Algarvias
Crónicas algarvias é uma colectânea de crónicas da autoria do escritor português Manuel da Fonseca, publicadas em 1986.
Estas crónicas foram originalmente escritas para o jornal vespertino A Capital e tiveram como título original «O Desafio do Algarve».
A ideia terá partido do jornalista português Mário Neves.
Manuel da Fonseca viajou para o Algarve, onde então estava a crescer o turismo balnear, no mês de agosto, passeando sozinho de Vila Real de Santo António a Sagres, quase sempre junto ao litoral, com apenas três sortidas a localidades do interior
Trata-se de uma obra interessante pelo facto de recolher as impressões daquele grande escritor numa data determinante para o que viria a ser o Algarve, mostrando-nos, como pano de fundo, a alteração dos costumes e das mentalidades provocados pelo turismo europeu no Algarve da década de sessenta.
A publicação das crónicas em livro só teve lugar após o 25 de Abril. As passagens que não foram publicadas no jornal por terem sido cortadas pela Censura foram então editadas, a itálico, revelando a forma de atuar  da Censura em Portugal durante o Estado Novo.

## Edições
- 1.ª ed., Lisboa : Caminho, 1986.
- 2.ª ed., Lisboa : Caminho, 1987.
- 3.ª ed., Lisboa : Caminho, 2001, ISBN 972-21-0309-1
- 4.ª ed., Lisboa : Círculo de Leitores, 2005, ISBN 972-42-3446-0[4]